# Heréd
Heréd is een plaats (község) en gemeente in het Hongaarse comitaat Heves. Heréd telt 2077 inwoners (2002).